# Iglesia de Santa Ana (Chinandega)
La iglesia de Santa Ana es un templo religioso católico del siglo XVIII situado en Chinandega, departamento de Chinandega, Nicaragua.
Se trata de un Monumento Nacional de Nicaragua, declarado en 2020.

## Historia
La presencia de la orden franciscana en Chinandega data de 1613, época española de la provincia de NIcaragua. La iglesia se construyó en el siglo XVIII, siendo una de las iglesias de las orden franciscana de mejor calidad, junto a las de Granada, El Viejo y El Realejo en Nicaragua y las de Ujarrás y Nicoya, en Costa Rica. El convento donde residían los religiosos se encontraba en la esquina noroeste de la iglesia, actualmente desaparecido.
La torre original se derrumbó a causa del terremoto de 1895. Además, el seísmo de 1925 derrumbó el frontispicio y las torres.

## Descripción
Originalmente su fachada constaba de espadaña y tres altares en el interior con seis tallas de importante tamaño, mientras que el convento donde residían los frailes era de construcción popular. El edificio está construido con tres naves y una cúpula barroca en el presbiterio. El retablo era de talla barroca con una talla de Santa Ana. El ajuar de Santa Ana incluye una corona de plata regalo de un capitán de la Armada en 1604. En el exterior hay ornamentación barroca. La fachada data del siglo XIX, de inspiración neoclásica. Cuenta con una interesante puerta lateral de clara influencia de la Guatemala barroca por la hornacina trapezoidal que la corona. La imaginería de la iglesia procede de talleres locales como en el caso de las iglesias de Niquinohomo o Sutiaba.
La iglesia de Santa Ana de Chinandega y la iglesia de Chichigalpa fueron declaradas Monumento Histórico de Nicaragua en 2020.

## Fiestas patronales
Las fiesta patronales en honor a Santa Ana tienen lugar el 26 de julio. Se celebra una misa, procesión, una Octava y juegos populares como el juego de banderas de santa Ana o La Pitada, con gran asistencia y participación de feligreses y vecinos.